# کمپین اتوبوس بی‌خدا

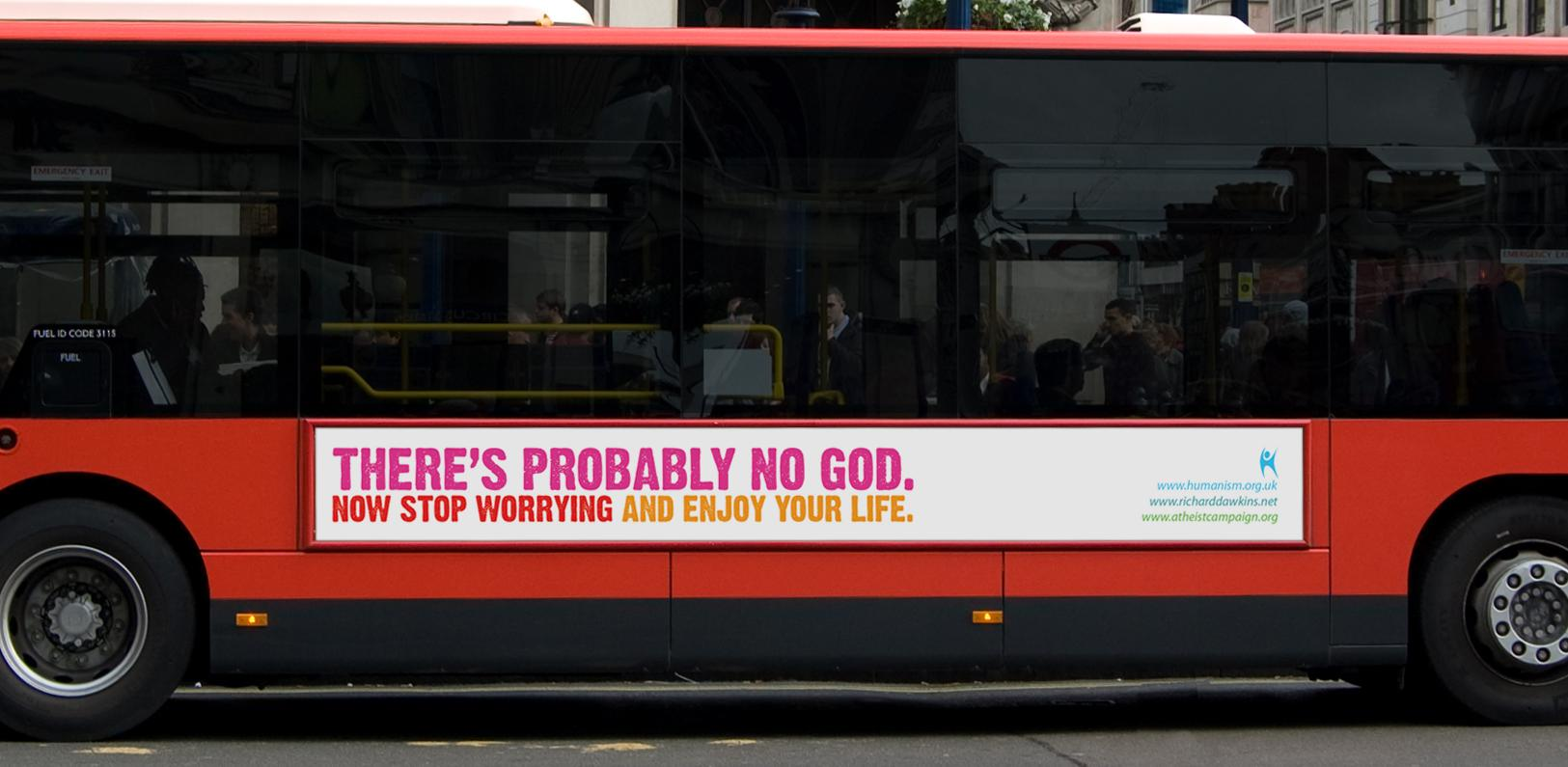
یک اتوبوس در لندن حاوی تبلیغ کمپین اتوبوس بیخدا

کمپین اتوبوس بیخدا (به انگلیسی: Atheist Bus Campaign) با هدف گذاشتن پیام «صلح‌آمیز و شادکام» از بیخدایی بر روی اتوبوس‌های انگلستان، در جواب تبلیغات مسیحیت تبشیری بر روی اتوبوس‌ها تشکیل شد.

## تاریخچه
این کمپین توسط آرین شراین نویسنده کمدی در ۲۱ اکتبر ۲۰۰۸، با حمایت رسمی انجمن انسان‌گرایان بریتانیا و ریچارد داوکینز آغاز به‌کار کرد. هدف اولیه کمپین جمع کردن ۵۵۰۰ پوند برای نصب پیام «احتمالاً خدایی نیست. اکنون ناراحت نباشید و از زندگی خود لذت ببرید» بر روی بدنه ۳۳ اتوبوس برای چهار هفته در لندن بود. ریچارد داوکینز قبول کرد که تا مرز ۵۵۰۰ پوند کمک مالی هم‌پای کمک‌های دیگران بدهد، که در مجموع به ۱۱۰۰۰ پوند برسد. ولی بعد از راه افتادن کمپین در ۲۱ اکتبر، تا ۲۴ اکتبر ۱۰۰٬۰۰۰ پوند جمع شده بود، و این رقم از مقدار پیش‌بینی‌شده عبور کرد.
اولین اتوبوس حاوی این پیام در ۶ ژانویه ۲۰۰۹ راه افتاد -در حال حاضر ۸۰۰ دستگاه اتوبوس در سراسر انگلستان در حال حرکت‌اند، و برنامه‌ای برای نصب ۱۰۰۰ تبلیغ در متروی لندن، حاوی جملاتی از خداناباوران مشهور وجود دارد. همچنین دو ال‌سی‌دی بزرگ در خیابان آکسفورد در مرکز لندن نصب شده‌اند.
این کمپین به موجی از کمپین‌های مشابه در آلمان، آمریکا، کانادا، استرالیا، نیوزیلند، دانمارک، ایتالیا، برزیل، روسیه، اسپانیا، سوئد، فنلاند و ایرلند دامن زد.